# Шпаєрбах
Шпаєрбах (нім. Speyerbach) — річка в Німеччині, протікає по землі Рейнланд-Пфальц, ліва притока Рейну. Площа басейну річки становить 596 км². Загальна довжина річки 60 км. Висота витоку 296 м. Висота гирла 92 м.Річкова система річки — Рейн.